# 甲定水族乡
甲定水族乡，是中华人民共和国贵州省黔南布依族苗族自治州独山县一个已撤销的民族乡。
2012年时，下辖甲定村、新联村、甲西村、达头村、紫林山村。2013年6月28日，贵州省人民政府批复同意独山县行政区划调整，撤销甲定水族乡，将其所辖行政区域划归影山镇。